# Біпарджой (циклон)
Циклон «Біпарджой» (англ. Cyclone Biparjoy) — потужний тропічний циклон, який утворився над східно-центральною частиною Аравійського моря. Циклон побив рекорд за найвищою накопиченою енергією циклону з усіх циклонів у Північному Індійському океані, перевищивши позначку циклону Кіар 2019 року.
12 червня IMD попередив місцеву владу в Гуджараті, закликаючи їх підготуватися до можливої евакуації. Мешканців прибережних районів попередили залишатися вдома з наближенням шторму. Уряд Гуджарату відповів, направивши національні та державні групи реагування на стихійні лиха в постраждалі райони. З південно-східного узбережжя Пакистану евакуювали 81 тисячу людей. Щонайменше 23 людини отримали поранення, а також 4600 сіл постраждали від відключень електроенергії в Індії. Загалом підтверджено 17 загиблих.